# ENEOS喜入基地

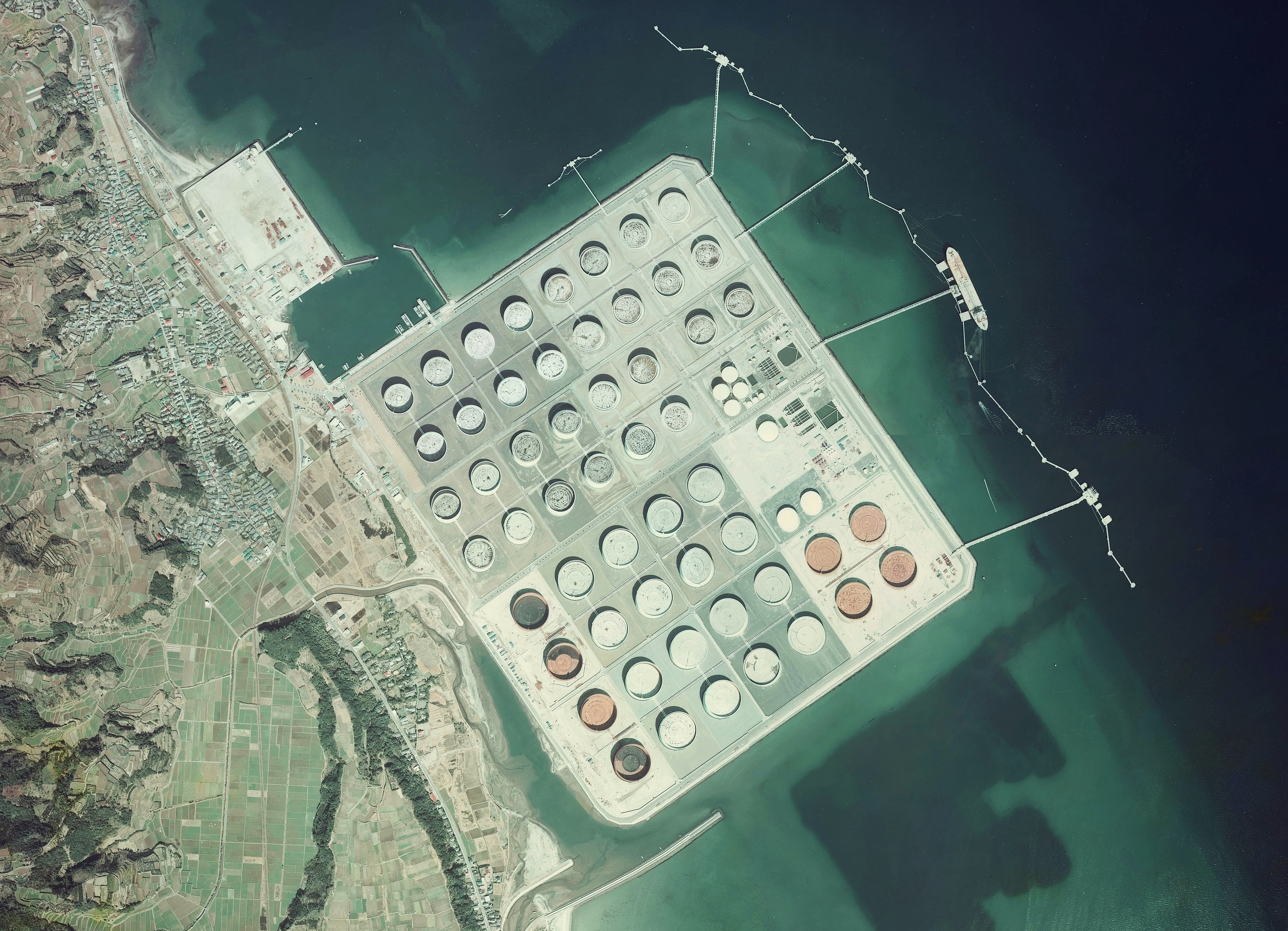
喜入基地周辺の空中写真。（1974年撮影の4枚より合成作成）。

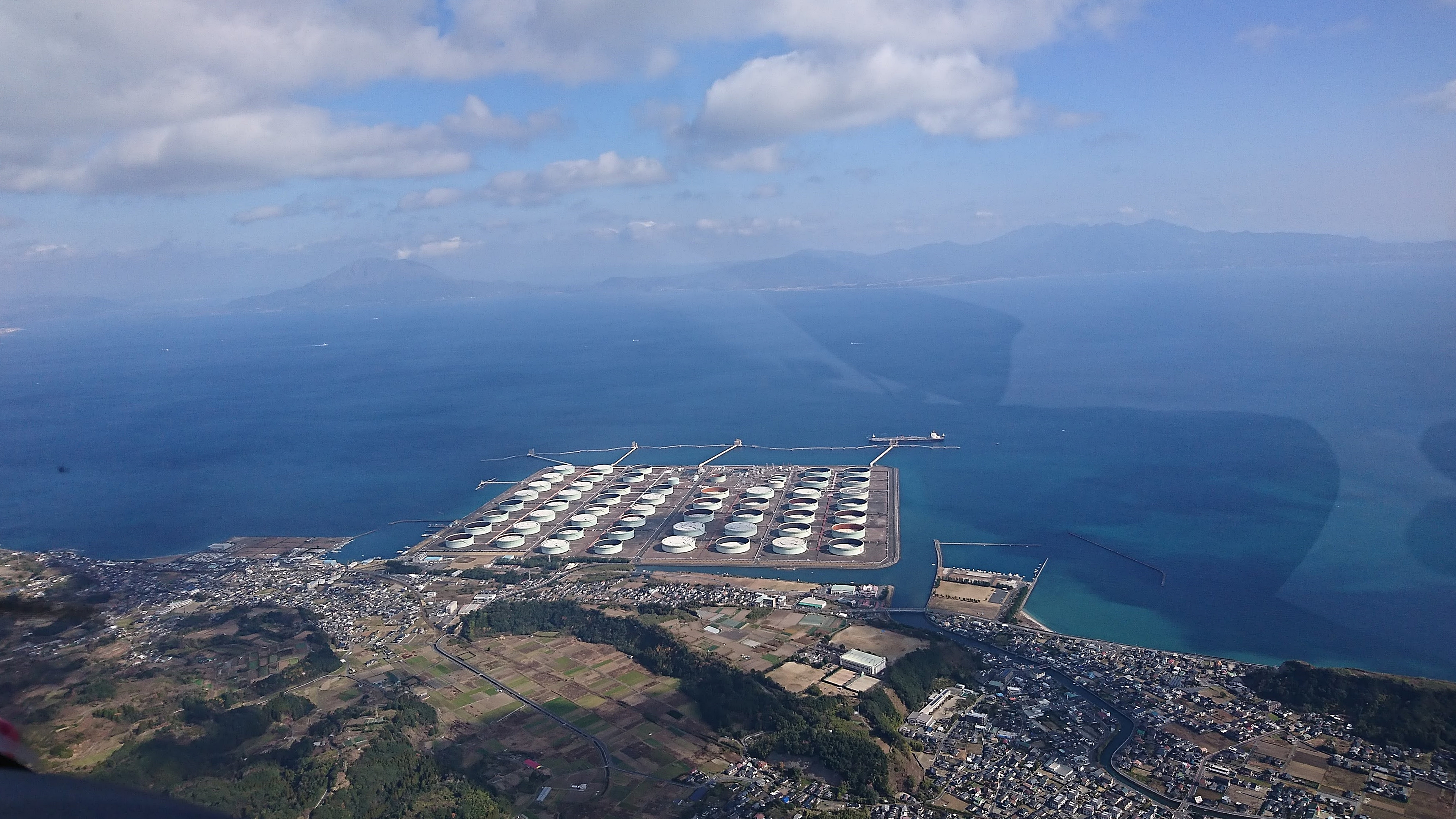
喜入石油備蓄基地をセスナ機から望む

ENEOS喜入基地株式会社（エネオスきいれきち）は、鹿児島県鹿児島市喜入中名町に本社を置く原油備蓄基地の喜入基地を運営する企業である。ENEOS（旧・日本石油）の子会社。

## 沿革
- 1965年（昭和40年） - 揖宿郡喜入町が大字中名の中名海岸から大字喜入の喜入海岸にかけての区域に日本石油の備蓄基地を誘致していることを公表[1]。
- 1967年（昭和42年）3月1日 - 日本石油基地株式会社として設立[2]。同年より第1期埋め立て工事に着手[3]。
- 1969年（昭和44年）
  - 9月 - 喜入基地操業開始[2]。漁船とタンカーが共用する喜入港が開港[2]。
  - 年内 - 日本石油基地株式会社事務所内に鹿児島税関支署喜入出張所が設置される[4]。
- 1970年（昭和45年）4月 - 日本石油基地株式会社事務所内に第十管区海上保安本部鹿児島海上保安部喜入分室が設置される[4]。
- 1977年（昭和52年）3月 - 鹿児島税関支署喜入出張所、第十管区海上保安本部鹿児島海上保安部喜入分室を喜入港港湾合同庁舎に移転[5]。
- 2002年（平成14年）6月 - 新日本石油基地株式会社に社名変更[6]。
- 2011年（平成23年）4月 - JX日鉱日石石油基地株式会社に社名変更[6]。
- 2016年（平成28年）1月 - JX喜入石油基地株式会社に社名変更[6]。
- 2020年（令和2年）7月 - ENEOS喜入基地株式会社に社名変更[6]。

## 喜入基地
喜入基地は鹿児島県鹿児島市喜入中名町2856番5にある。日本国内の石油使用量約2週間分に相当する原油735万キロリットルを貯蔵することができる。
また、30万トン級のタンカーで基地まで輸送された原油を、ENEOSの各製油所に配送する10万トン級の小型タンカーに移し替える中継基地としての役割も持つ。

## 関係会社
- ENEOSマリンサービス株式会社[6]